# Rolando Rivas, taxista (película)
Rolando Rivas, taxista es una película de Argentina filmada en Eastmancolor dirigida por Julio Saraceni sobre el guion de Rodolfo Manuel Taboada y Roberto Tálice según el argumento de Alberto Migré que se estrenó el 10 de octubre de 1974 y tuvo como actores principales a Claudio García Satur, Soledad Silveyra, Marcelo Marcote y Beba Bidart.
Tiene el antecedente de la telenovela homónima que se transmitió por Canal 13.

## Sinopsis
Un taxista se reencuentra con su primer amor.

## Reparto
Participaron en el filme los siguientes intérpretes:
- Claudio García Satur …Rolando Rivas
- Soledad Silveyra
- Marcelo Marcote
- Beba Bidart
- Antonio Grimau
- Pablo Codevila
- Adriana Aguirre
- Mabel Landó
- Héctor Biuchet
- Laura Bove
- Héctor Gancé
- Ana María Nemi
- Reynaldo Mompel
- Jorge Teicher
- Horacio O'Connor
- Mario Giusti
- . Alita Román
- Pablo Cumo (h)
- . Pepe Armil
- Enrique Nobile
- . Jesús Pampin
- Luis Corradi

## Comentarios
Una nota La Prensa firmada como AMR decía:

”Un esfuerzo de producción merecía mejor suerte.”

Clarín opinó:

”Vale como un capítulo adicional a aquel teleteatro tanto en lo que hace al asunto como en su dramatización.”

Manrupe y Portela escriben:

”A partir del gran éxito de la telenovela homónima de Canal 13, la película con un happy end que el original no tenía. Correcta dentro de lo rutinario. Algunos años más tarde Migré diría que se filmó sin su aprobación.”